# Josefine Adolfsson
Josefine Adolfsson, född 27 oktober 1973 i Huddinge församling, är en svensk författare som gärna rör sig i gränslandet mellan fiktion och verklighet. Hon är utbildad vid Dramatiska Institutet i Stockholm och har gett ut böckerna Kårnulf was here, Farlighetslagen, Ingens mamma och SWAT samt gjort ett flertal produktioner för Sveriges Radio, bland annat den iscensatta dokumentären Magical Misery Tour och radiodramat Sällskapslekar. År 2001 belönades hon med Prix Europa för dokumentären Titta inte sådär på mig. 
Josefine Adolfsson står bakom idé och manus till långfilmen Apflickorna (tillsammans med filmens regissör Lisa Aschan). Filmen har vunnit Dragon Award Best Nordic Film och FIPRESCI Critics Award på Göteborgs filmfestival 2011 samt pris för Best Narrative Feature på Tribeca Film Festival 2011. Vid Guldbaggegalan 2012 fick Adolfsson, tillsammans med Aschan, pris för bästa manus.
Adolfsson var också under många år en av de drivande bakom Lava på Kulturhuset och fick 2002 Dagens Nyheters pris Gulddraken för sitt arbete.

## Radioproduktioner i urval
- Jourhavande kompis 2000
- Titta inte sådär på mig 2001
- Sällskapslekar 2001
- Magical Misery Tour 2001
- Sveriges fetradio 2002
- Läget 2003
- Om vi drömmer 2004

## Filmografi
- Apflickorna 2011[6]
- She's Wild Again Tonight 2015